# Best Coast (gruppe)
Best Coast er en Rockgruppe fra USA. Gruppen består bl.a. Bethany Cosentino.
| Musikgruppe | Spire Denne artikel om en amerikansk musikgruppe er en spire som bør udbygges. Du er velkommen til at hjælpe Wikipedia ved at udvide den. |